# Pastor belga tervuerense
El Pastor Belga Tervueren (o Tervuren) es una de las cuatro variedades de la raza canina en las que se divide el Pastor Belga. El nombre de "Tervueren" se debe a la ciudad belga de Tervuren donde fue seleccionado.
Junto con el Malinois, Groenendael y el Laekenois comparte un mismo estándar, inteligencia y temperamento muy similar, se diferencia únicamente en el tipo, longitud y el color del pelo, este es largo en todo el cuerpo a excepción de la cara, donde es corto, es de color rojo (leonado a caoba) carbonado o gris carbonado, se admite alguna pequeña mancha blanca en el pecho o dedos, debe presentar máscara negra bien pronunciada y tender a abarcar una única zona de color negro, tanto el labio superior e inferior, así como la comisura de los labios y los párpados.

## Descripción

### Apariencia
El Tervuren es un perro de talla mediana, cuerpo cuadrado y proporcionado, perteneciente a la familia de los canes de pastoreo.
Altura a la cruz: La media deseable es de 62 cm para los machos y 58 cm para las hembras. 
* Límites: 2 cm menos, 4 cm más (machos: 60-66 cm, hembras 56-62 cm).
Peso: En los machos aproximadamente: 25-30 kg. En las hembras aproximadamente: 20-25 kg.
Color: Únicamente el rojo (leonado a caoba) carbonado y el gris carbonado, bajo una máscara negra. Sin embargo, el color preferido es el rojo carbonado. Debe ser subido, no claro, ni descolorido. Todo perro cuyo color sea diferente al rojo carbonado o no corresponda a la intensidad deseada, no podrá ser considerado como un ejemplar de élite. Una pequeña mancha blanca en el pecho está permitida, así como en los dedos.
Puede ser también de color sable o gris, pero quizá sea penalizado en las competiciones de belleza en algunos países de acuerdo al estándar que se maneje. Aunque, obviamente, dentro de las pruebas de utilidad y trabajo no será el color lo que se juzgue sino su aptitud.

### Temperamento
Son perros muy activos y sumamente inteligentes que requieren de un trabajo que los mantenga ocupados. Tales actividades pueden ir desde: obediencia, agility, flyball, pastoreo, guarda y protección, perro policía (K9), detección de bombas y drogas, pasando a deportes como el Schutzhund y terminar utilizándolo para búsqueda de personas y rescate de víctimas en siniestros y avalanchas, guía para personas con discapacidad visual (lazarillo), prácticamente puede desarrollar cualquier actividad, incluyendo apoyo emocional.
Como animales de compañía, son leales y forman lazos muy fuertes con su familia, lo que hace que busquen defender a toda costa de extraños y peligros a los seres que ama. Son perros muy observadores y atentos a cualquier cambio en su entorno, esto los convierte en excelentes animales para vigilar. Algunos ejemplares pueden ser nerviosos, esto dependerá de la crianza, genética y el tipo de experiencias a las que hayan estado sometidos a temprana edad, por eso es muy importante darles desde cachorros una adecuada socialización y exponerlos a la mayor cantidad de estímulos, situaciones cotidianas y gente. Hay que entrenarlos, ejercitarlos constantemente y no esperar que el animal como por arte de magia se convierta en un perro bien educado.
El Tervueren al igual que los demás pastores belgas, no se recomienda como primer perro, debido a la posible falta de conocimientos o inexperiencia de los dueños para poder manejar a este perro tan activo.

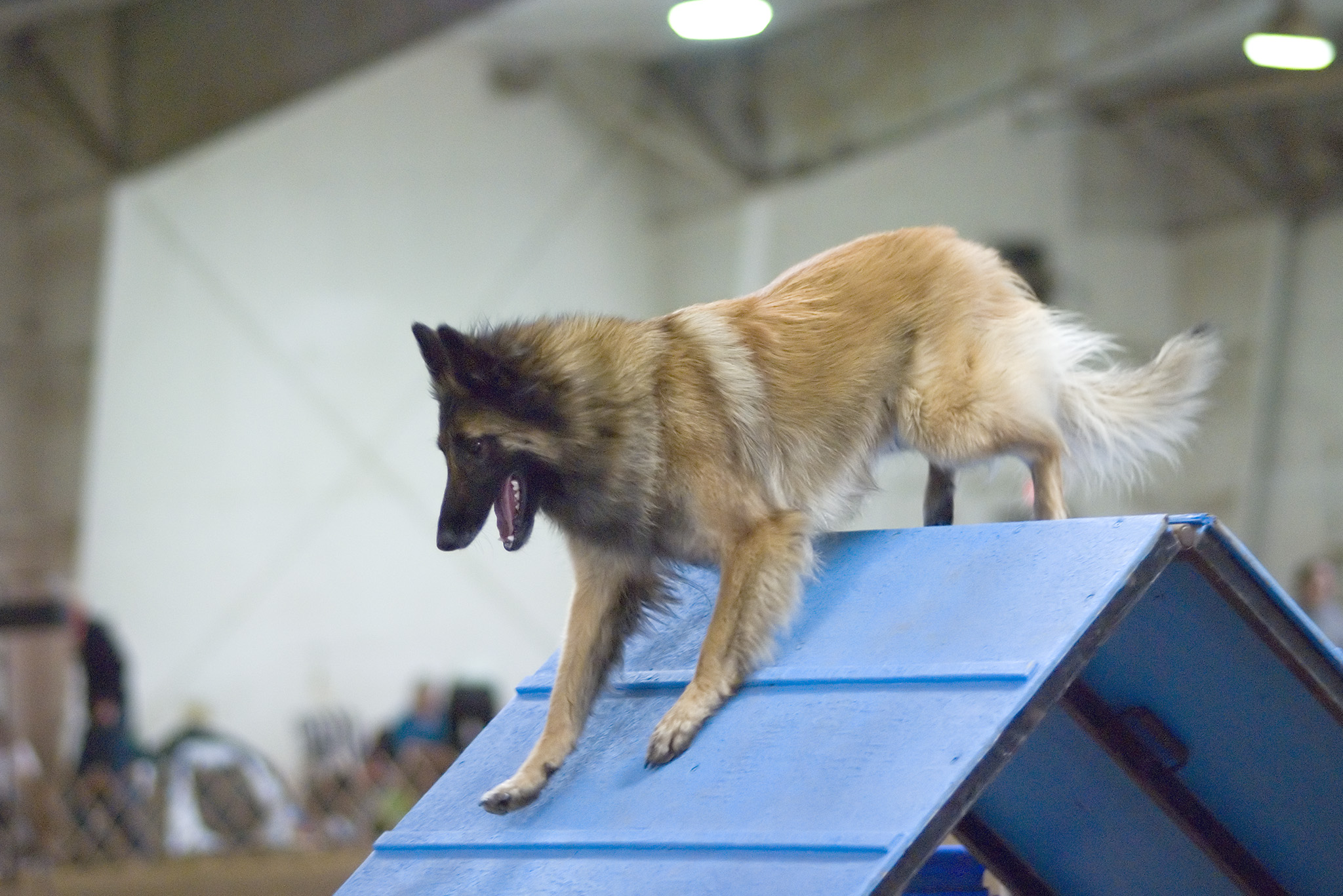
Tervueren en prueba de Agility.

## Salud
Existen pocas encuestas de salud acerca de las variedades de pastor belga hechas de forma individual. El Kennel Club de Reino Unido llevó a cabo una encuesta de salud en 2004, de todas las variedades o combinaciones de pastor belga. El Comité de salud del Club de América del perro pastor belga (Groenendael) cuenta con un registro y un cuestionario sanitario, aunque no está claro de cuando se informarán los resultados. El Club americano del Belga Tervuren llevó a cabo encuestas de salud en 1998 y 2003. Sólo el reporte de 2003 incluyó información acerca de la esperanza de vida o longevidad.

### Mortandad
El promedio de vida del pastor belga (en cualquiera de sus 4 variantes) en 2004 en Reino Unido fue de alrededor de 12,5 años. Lo que es alto tanto para los perros pura raza como para los perros de razas de tamaño similar. El más longevo de los 113 pastores belgas utilizados en la encuesta del Reino Unido fue de 18,2 años. En Reino Unido, las principales causas de muerte fueron: cáncer (23 %), edad (23 %) y fallo de los órganos internos (corazón, riñones, hígado) (13 %).

### Enfermedades
Los pastores belgas padecen las enfermedades comunes de los perros en relación con aspectos reproductivos, musculoesqueléticos y cuestiones de la piel. Sin embargo, se han realizado estudios acerca de la incidencia de convulsiones y/o epilepsia en la raza. En la encuesta del Reino Unido acerca de los pastores belgas y la del ABTC (American Belgian Tervuren Club), durante 1998 y 2003, respectivamente, cerca del 9 % de los perros tenía convulsiones o epilepsia, en comparación al 0,5 % y 5,7 % de incidentes que se han reportado en las demás razas.

## Cuidado y mantenimiento
Tiene un manto grueso y de doble capa —muy similar al del Groenendael— por lo que necesita ser cepillado regularmente para quitar los pelos muertos, aunque su pelaje no tiende a volverse lanudo. Un pelaje bien mantenido será algo duro al tacto, cayendo de peso y manteniéndose pegado al cuerpo del animal (a diferencia, por ejemplo, del manto de un Samoyedo). De manera natural tenderá a mudar pelo, por lo que si este no es removido podría colgar en los miembros posteriores de las piernas.
El Tervuren se exhibe en su estado natural, salvo una ligera cepillada no requiere de corte específico ni cosmético. Bañarle y recortarle los pelos alrededor de las patas ayuda a enfatizar la forma de las mismas si se quiere usar como animal para exposiciones caninas. Los productos que alteran su coloración natural están prohibidos.